# Wayne (Maine)
Pour les articles homonymes, voir Wayne.
Wayne est une ville située dans le Comté de Kennebec dans l'État du Maine aux États-Unis. La population s'élevait à 1 189 habitants lors du recensement de 2010.